# Winnetoon
Winnetoon – wieś w Stanach Zjednoczonych, w stanie Nebraska, w hrabstwie Knox.